# Caprifoliaceae
Familia Caprifoliaceae sau caprifoi este o cladă de plante cu flori dicotiledonate formată din aproximativ 860 de specii din 42 de genuri, cu o distribuție aproape cosmopolită. Centrele de diversitate se găsesc în estul Americii de Nord și estul Asiei, în timp ce acestea sunt absente în Africa tropicală și de sud.